# Bosio Sforza

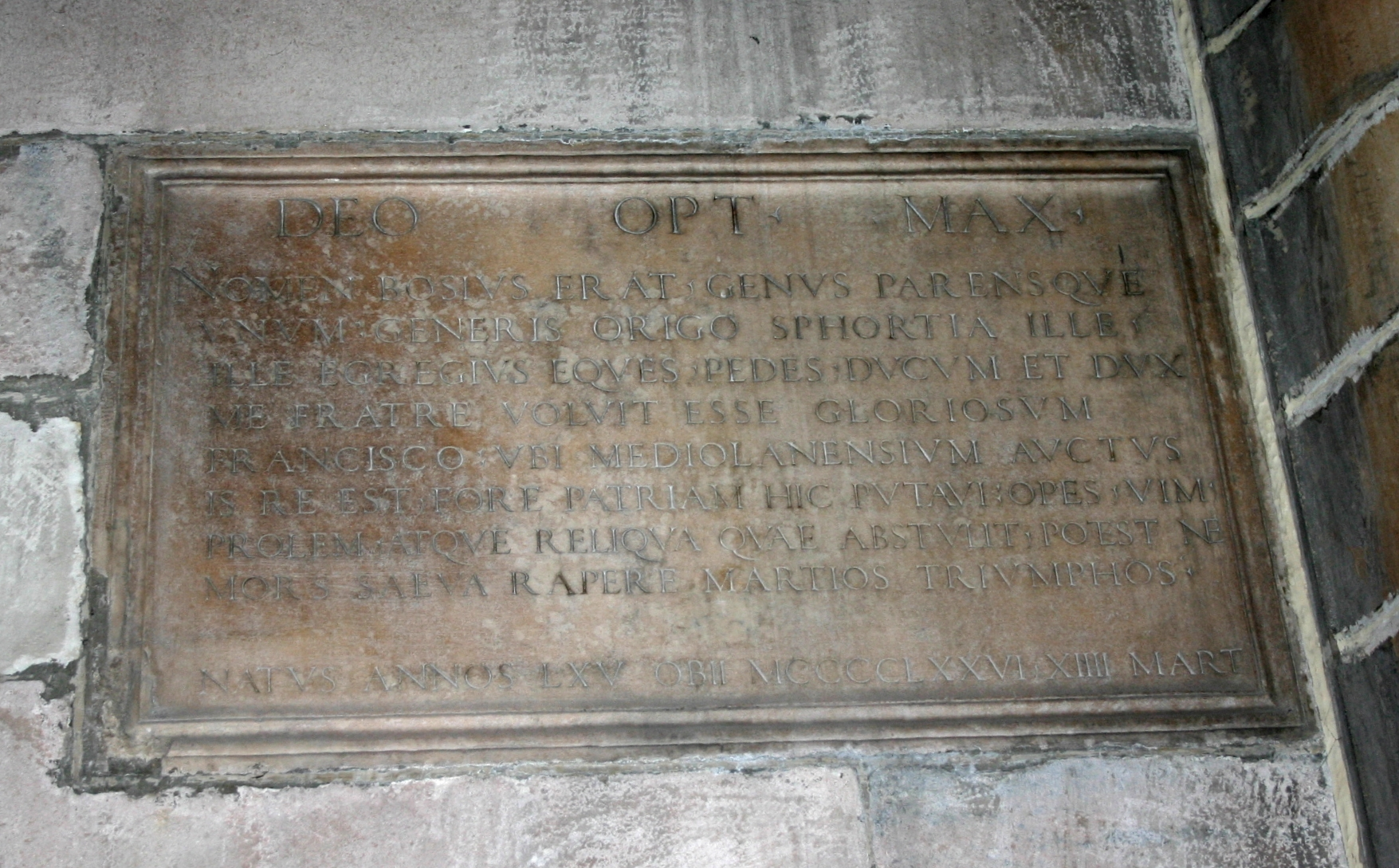
Bosio I. Sforzas Grab.

Bosio I. Sforza (* 1411; † 14. März 1476) war ein italienischer Feldherr und Gouverneur von Orvieto.

## Leben
Sforza war der jüngste der drei Söhne von Muzio Attendolo Sforza und dessen Ehefrau der Gräfin Antonia Salimbeni, deren Familie die Stadt Cortona bei Arezzo gehörte. Seine Mutter starb jedoch schon früh. Er war der Stammvater der Linie Sforza-Cesarini. Obwohl er als ehelicher Sohn einen Anspruch auf die Nachfolge seines Vaters gehabt hätte, wurde sein älterer, unehelich geborener Bruder, Francesco bevorzugt, der seit 1450 Herzog von Mailand war. Ein weiterer Bruder war der ebenfalls unehelich geborene Alessandro Sforza, der seit 1445 Herr von Pesaro war.
1430 wurde er für den Papst Gouverneur von Orvieto und beteiligte sich mit seinem Bruder Francesco an der Eroberung des Mailänder Gebiets. 1455 kämpfte er gegen Jacopo Piccinino und 1460 für König Ferdinand von Neapel. Als Anerkennung für seine Verdienste wurde er zum Grafen von Cotignola erhoben und erhielt 1466 Castell’Arquato in Piacentino und anderen Ländereien als Lehen.

## Familie
Bosio war zweimal verheiratet:
- 1439 Cecilia Aldobrandeschi, Gräfin von Santa Fiora († 1451), Tochter des Guido Aldobrandeschi, Graf von Santa Fiora, wodurch er zum Grafer von Santa Fiora wurde.
  - Guido (1445–1508) ⚭ Francesca Farnese, einer Tochter des Alessandro Farnese (1468–1549), später Papst Paul III.
- In zweiter Ehe heiratete er 1464 Griselde von Capua, die Tochter von Matteo Acquaviva, Herzog von Atri.

Sforza ist der Ahnherr der Grafen von Santa Fiora, der Marchese von Proceno, der Herzöge von Segni und Onano (später Sforza-Cesarini als Herzöge von Segni). Er starb im Alter von 56 Jahren.